# باتريك فارلي
باتريك فارلي هو محامي وسياسي أمريكي، ولد في 1770 في جزيرة أيرلندا في جمهورية أيرلندا، وتوفي في 12 يناير 1826 في ميدفيل في الولايات المتحدة. نشط حزبياً في الحزب الديمقراطي. وقد انتخب عضو مجلس نواب بنسيلفانيا ‏ وانتخب عضو مجلس النواب الأمريكي ‏.